# FSO Syrena

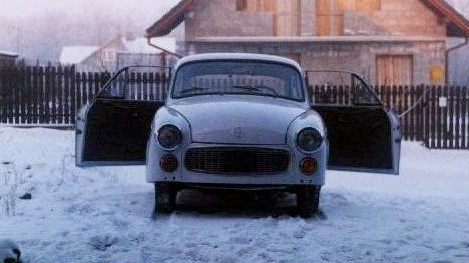
Um Syrena 104

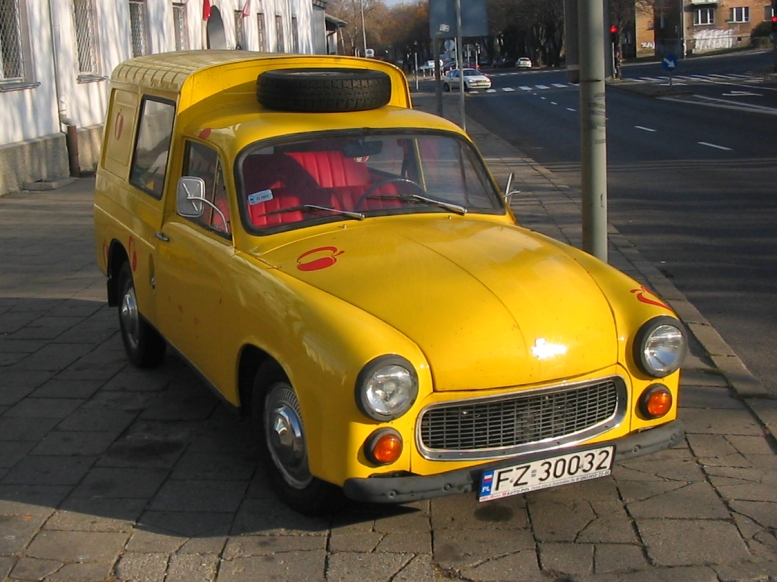
Um Syrena Bosto

O Syrena foi um modelo de automóvel polaco exibido pela primeira vez na Feira Comercial de Poznań em 1955 e fabricado de 1957 a 1972 pela Fabryka Samochodów Osobowych (FSO) em Varsóvia e de 1972 a 1983 pela Fabryka Samochodów Małolitrażowych (FSM) em Bielsko-Biała. 177.234 foram fabricados pela FSO e 344.077 pela FSM, totalizando 521.311. Durante a sua notavelmente longa produção, sofreu apenas pequenas modificações.
O nome Syrena está relacionado com uma personagem da mitologia polaca, metade mulher, metade peixe (sereia) ou deusa cobra, que protege o rio Vístula e a capital da Polónia, Varsóvia.
A FSO pretendia construir um automóvel popular de três volumes, que fosse barato. Usou um motor de dois cilindros, de 750cm3, a dois tempos, inicialmente concebido para rebocar cisternas. A velocidade máxima era de 105 km/h.
Houve diversas versões do Syrena: 100, 101, 102, 103, 104 e 105 (o mais popular), todos com duas portas. Em algumas das versões, as portas tinham a charneira colocada no extremo oposto ao convencional, abrindo ao contrário. Em 1968 foi projectado um protótipo denominado Laminat. A partir desse ano foi também produzida uma versão denominada Bosto. 
As variantes 102 e 103 usavam um motor de 3 cilindros, da Wartburg, um construtor da RDA. O Syrena 104, por seu turno, tinha um motor também de 3 cilindros, a 2 tempos, desenvolvido pela própria FSO.

## História
No início, os engenheiros poloneses queriam que o Syrena tivesse um motor de quatro tempos refrigerado a ar e um chassi autoportante. Mas devido à falta de peças metálicas estampadas profundamente e reduções de custos, os primeiros carros Syrena 100 deveriam ter uma carroceria de madeira coberta com material semelhante a couro. Os carros eram movidos por motores de 2 tempos projetados pelo engenheiro Fryderyk Bluemke. Os dois primeiros protótipos do Syrena foram feitos em dezembro de 1953. Um - com uma estrutura de madeira, foi construído por Stanisław Panczakiewicz, enquanto o segundo carro com carroceria de aço foi feito por Stanisław Łukaszewicz. Eles chegaram no meio do caminho combinando o design do primeiro carro com a carroceria de aço do segundo (com uma exceção - o teto permaneceu de madeira). Em março de 1955, a FSO havia construído 5 protótipos do Syrena 100.
Em setembro, todos os protótipos participaram de um rali experimental cobrindo uma distância de 5600 km. Um dos carros, dirigido por Karol Pionnier, bateu, revelando a estrutura fraca do teto. Como resultado, os engenheiros decidiram usar aço em vez de madeira para esta parte do carro. Um dos protótipos foi exibido na Feira Comercial de Poznań no outono de 1955. Em 20 de março de 1957, a produção em massa do Syrena 100 começou.

### Syrena 100
O Syrena 100 foi projetado pelos engenheiros Stanislaw Lukasiewicz, Stanisław Panczakiewicz e Fryderyk Bluemke. O chassi e o trem de pouso foram copiados do DKW. Foi apresentado ao público em junho de 1955 na 24ª Feira Comercial de Poznań. O carro despertou muito interesse, o que levou o governo a colocá-lo em produção. A princípio, a taxa de produção era de 10.000 carros por ano. Por razões financeiras, o Syrena 100 e o Warszawa, muito maior, compartilhavam muitas peças. Como resultado, o Syrena era muito mais pesado do que o pretendido (950 kg).

### Syrena 101
Em 1960, o Syrena passou por uma primeira e pequena modernização. O carro melhorado tinha uma bomba de combustível pneumática e um tipo diferente de carburador. Ele também recebeu novos limpadores de para-brisa duplos e uma suspensão melhor.

### Syrena 102
O Syrena 102, produzido em 1962 e 1963, tinha detalhes de carroceria ligeiramente diferentes. A versão "S" deste modelo compartilhava um motor com o Wartburg 312. Cerca de 150 exemplares do Syrena 102S foram produzidos.

### Syrena 103
O Syrena 103 (1963–66) tinha uma frente remodelada e um motor diferente.

### Syrena 104
O próximo modelo durou de 1966 a 1972. Ele tinha um novo motor de três cilindros, uma caixa de câmbio sincronizada e lanternas traseiras remodeladas.

### Syrena 105
O 105 foi o último design do Syrena. Foi produzido de 1972 a 1983 pela fábrica da FSM e recebeu o emblema correspondente. Ao contrário de seus antecessores, ele tinha portas dianteiras normais em vez das "suicidas". A versão "Lux", produzida a partir de 1974, tinha a alavanca de câmbio e o freio de mão entre os bancos dianteiros. O 105 serviu de base para dois outros modelos – Syrena R-20, que era uma picape e um furgão – Bosto.

## Cronologia
- 1953 - Primeiras reuniões na FSO, para discutir um novo modelo.
- 1955 - Primeiro protótipo.
- 1957 - Lançado o Syrena 100.
- 1960 - Lançado o Syrena 101.
- 1960 - Produzido o Syrena Mikrobus, uma versão para transporte de 7 passageiros.
- 1961 - Lançados o Syrena 102 e o Syrena 102S.
- 1962 - Lançado o Syrena 103.
- 1965 - Lançado o Syrena 104.
- 1968 - Projectado o Syrena Laminat.
- 1972 - Início da produção do Syrena 105 e do Syrena Bosto pela FSM.
- 1983 – Fim da produção do Syrena, com 521 311 unidades produzidas.